# Княжі скелі
Кня́жі ске́лі — група скель, що височіють над долиною р. Стрий. Розташовані на північній околиці села Тишівниця у Стрийському районі Львівської області, неподалік від с. Нижнє Синьовидне.
Максимальна відносна висота скель — 42 м. Скелі є ерозійними останцями палеогенових пісковиків ямненської світи. Належать до гірського масиву Сколівські Бескиди.
Княжі скелі є популярним об'єктом пішого туризму, скелелазення і маунтинбайку. Поряд, на лівому березі річки, обладнано місця для кемпінгу. Виділяють три скельні останці: Княжа скеля (Князь), Ярославна (Князівна) і Ханська. Зі скелі Ярославна відкривається чудовий панорамний краєвид на долину річки Стрий.